# 데리어스 매크레리

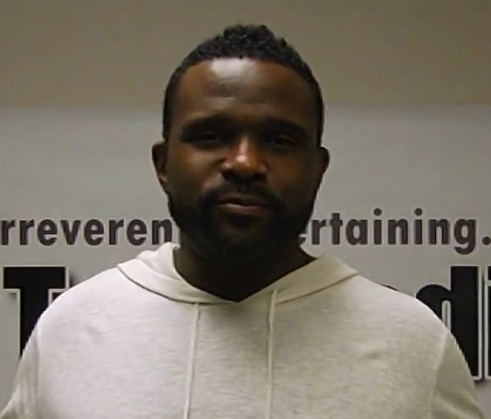

데리어스 매크레리(Darius McCrary, 1976년 5월 1일 ~ )는 미국의 배우 겸 가수이다.
캘리포니아주 월넛에서 태어났다.

## 영화
- 아이즈 오브 페이스 (2018년) - 본인 역
- 히즈 마인 낫 유어스 (2011년)
- 35 앤 티킹 (2011년) - 닉 웨스트 역
- 넥스트 데이 에어 (2009년) - 버디 역
- 쏘우 - 여섯번의 기회 (2009년) - 데이브 역
- 트랜스포머: 패자의 역습 (2009년) - 재즈 목소리 역
- 트랜스포머 (2007년) - 오토봇 재즈 목소리 역
- 더 메인터넌스 맨 (2004년) - 말콤 트레멜 역
- 이브 (2003년)
- BMW 단편 프로젝트 - 호스티지 (2002년)
- 뱀파이어로스무에르토스 (2002년)
- 킹덤 컴 (2001년)
- 15분 (2001년) - 토미 컬렌 역
- 미시시피 버닝 (1988년)
- 빅 샷 (1987년)
- 더 영 앤 더 레스트리스 (1973년)